# 정치지리학

정치지리학(政治地理學)은 인문지리학의 한 분야이다. 과거의 정치지리학은 국가의 성쇠를 지리학적 환경 이론 관점에서 논한 것이며, 지정학과 깊은 관계에 있었다. 출발점은 독일의 지리학자인 프리드리히 라첼이다.

## 같이 보기
- 나라 목록